# Statues de bandes dessinées de Middelkerke

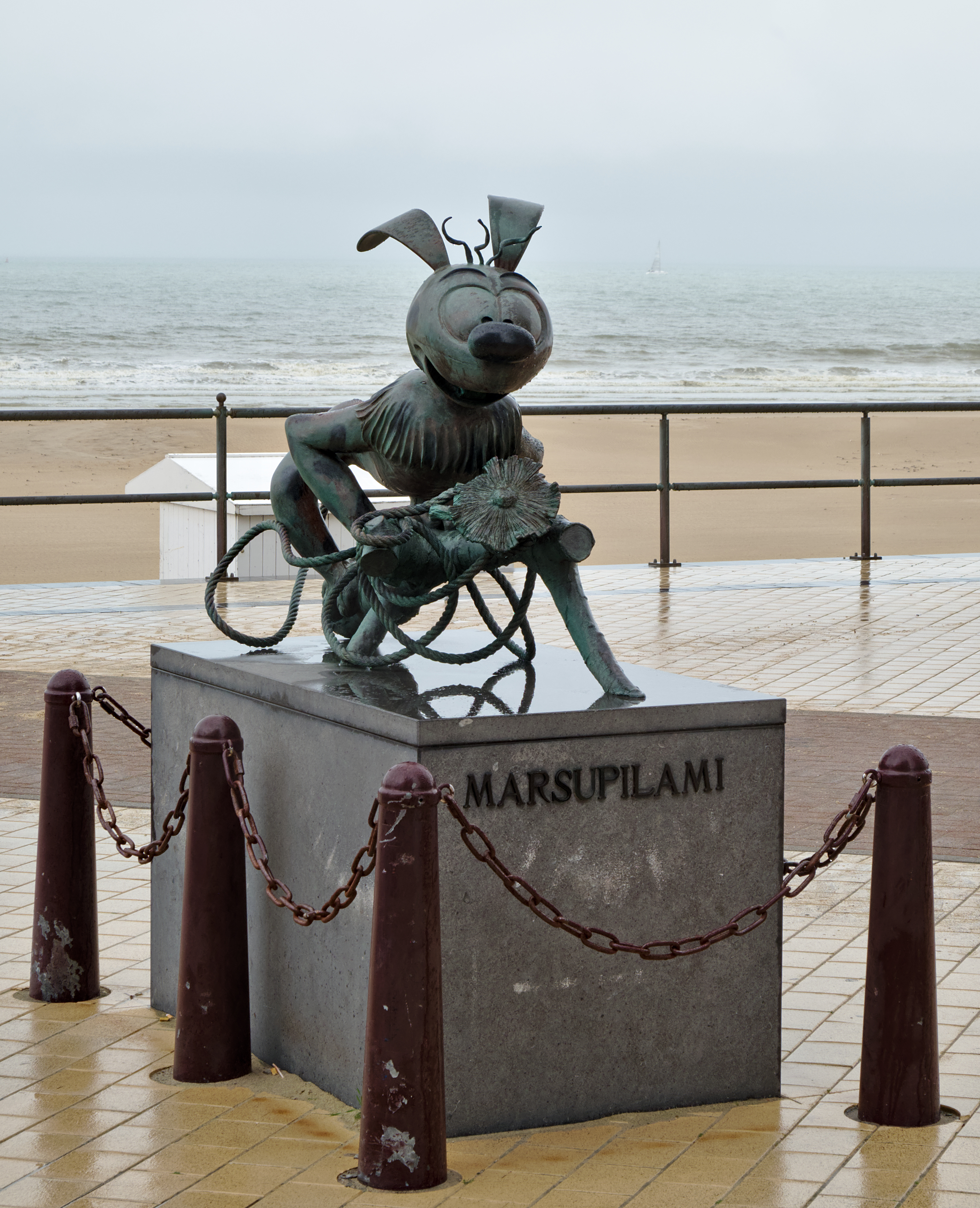
Statue du Marsupilami, l'une des dix-sept statues.

Les statues de bandes dessinées de Middelkerke (en néerlandais : Stripstandbeelden Middelkerke) sont dix-sept statues en bronze installées entre 1997 et 2013 sur le front de mer de Middelkerke en Belgique. Elles représentent des personnages bien connus de la bande dessinée belge, aussi bien francophone que néerlandophone. Elles illustrent le festival de la bande dessinée de Middelkerke (Stripfestival Middelkerke) qui a lieu tous les étés depuis 1987.

## Histoire
La première statue est inaugurée le 31 juillet 1997 dans le cadre du festival de la bande dessinée,. Par la suite, chaque année jusqu'en 2013, le festival dévoile une nouvelle statue le long du front de mer, où est posé le chapiteau accueillant le festival.
Les statues sont réalisées par des sculpteurs et sculptrices différents : Monique Mol (nl) (8 statues), Josyane Vanhoutte (nl) (4 statues), Luc Madou (2 statues), Luc Cauwenberghs, Jan Maillard et Valeer Peirsman (nl) (1 statue chacun).
D'autres villes de Belgique hébergent des statues de personnages de bande dessinée : 
- Bruxelles (Tintin, Gaston Lagaffe, Boule et Bill),
- Charleroi (Marsupilami, Spirou et Fantasio, Lucky Luke, Boule et Bill),
- Hoeilaart (Néron),
- Zoersel (Fanny et Cie),

tandis que Bob et Bobette sont représentés à Anvers, à Kalmthout et à Hasselt ; mais Middelkerke accueille la plus grande collection dans le pays.

## Localisation

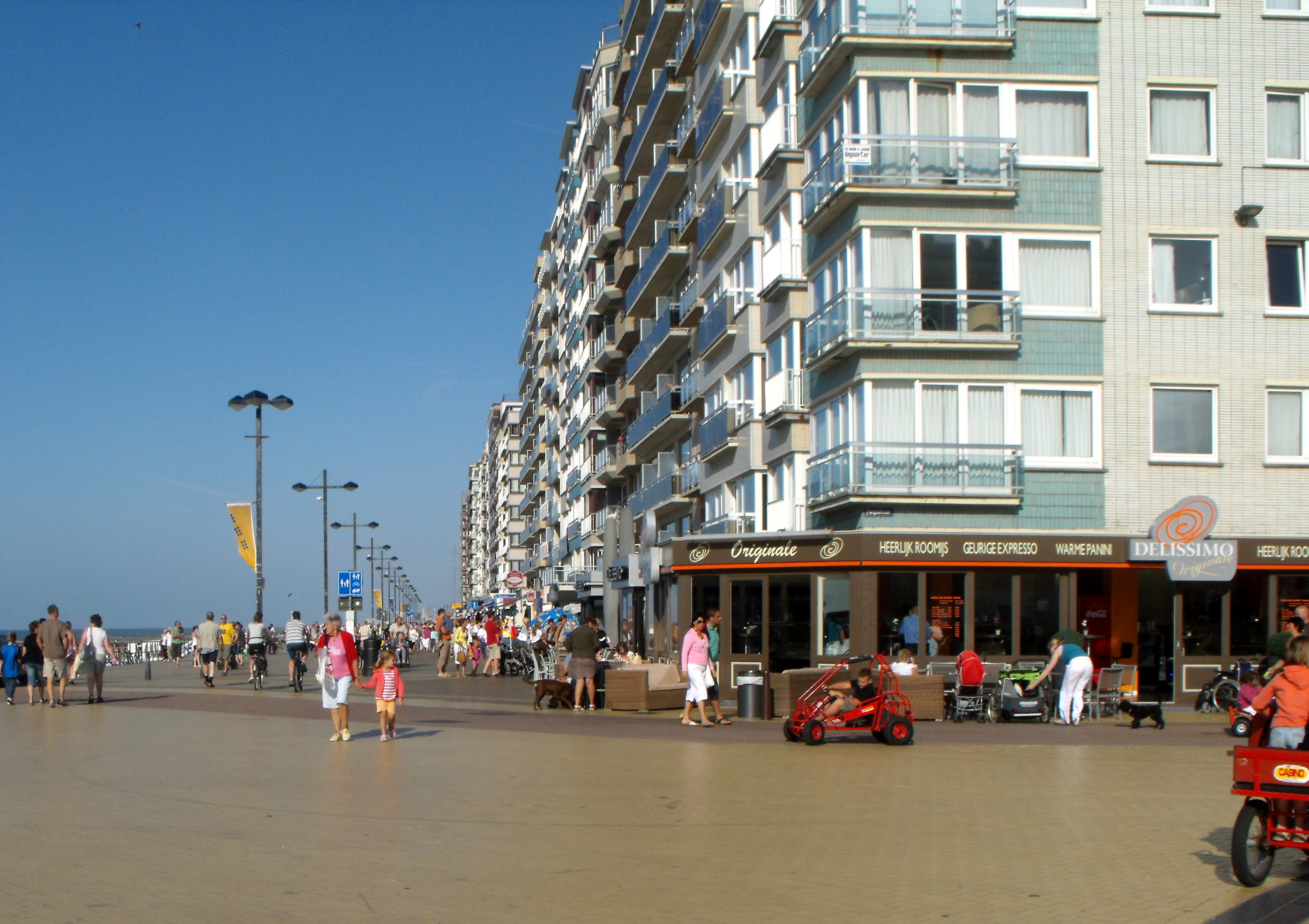
Promenade de la digue, où se situent les statues.

Les statues sont situées dans la commune de Middelkerke, une station balnéaire de Flandre-Occidentale, à proximité d'Ostende. Elles sont alignées au bord de la mer du Nord, sur une portion d'environ 2 kilomètres de la promenade de la digue (Zeedijk), le long de la plage. L'axe qu'elles forment, parallèle au littoral, est orienté nord-est / sud-ouest.
La plupart des statues sont installées au débouché d'une rue perpendiculaire à la promenade.
La distance entre une statue et la suivante est de l'ordre de 100 à 200 mètres. Seules font exception les deux premières statues à avoir été inaugurées, éloignées d'une trentaine de mètres l'une de l'autre. Légèrement en retrait par rapport à la promenade, elles se tiennent de chaque côté de la place d'Épernay (Epernayplein), devant l'espace laissé vacant par l'ancien casino. Les deux statues suivantes sont installées sur la promenade, de manière concentrique autour du casino. Par la suite, l'ordre chronologique des statues sur la promenade suit celui des numéros de rue, d'est en ouest.

## Description
Les statues sont en bronze, posées sur un piédestal en pierre. Sur ce piédestal est inscrit le nom du ou des personnages représentés. Middelkerke étant situé en Région flamande, le nom choisi est celui utilisé dans l'édition néerlandophone des bandes dessinées, y compris pour les personnages francophones (par exemple Robbedoes pour Spirou).

## Liste des statues
D'est en ouest, les statues sont les suivantes :
| Personnage                                                     | Personnage                                                 | Personnage        | Personnage | Statue            | Statue          | Statue      | Statue                                                | Statue | Statue                          | Statue |
| Nom                                                            | Série                                                      | Dessinateur       | Zone ling. | Sculpteur         | Date            |             | Adresse                                               |        | Coordonnées géographiques       | Photo  |
| -------------------------------------------------------------- | ---------------------------------------------------------- | ----------------- | ---------- | ----------------- | --------------- | ----------- | ----------------------------------------------------- | ------ | ------------------------------- | ------ |
| Urbanus, son chien Nabuko Donosor et la mouche Amédée          | Les Aventures d'Urbanus (nl) (De avonturen van Urbanus)    | Willy Linthout    | NL         | Luc Cauwenberghs  | 7 juill. 2001   | [ 5 ]       | Croisement de Zeedijk et Arthur De Greefplein         | [ a ]  | 51° 11′ 23,8″ N, 2° 49′ 08,6″ E |        |
| Bob (Suske) et Bobette (Wiske)                                 | Bob et Bobette (Suske en Wiske)                            | Willy Vandersteen | NL         | Monique Mol       | 27 juill. 2002  | [ 6 ]       | Croisement de Zeedijk et Paul de Smet de Naeyerstraat | [ b ]  | 51° 11′ 20,9″ N, 2° 49′ 01,7″ E |        |
| Marcel Kiekeboe (nl)                                           | Fanny et Cie (De Kiekeboes ou Kiekeboe)                    | Merho             | NL         | Luc Madou         | 31 juill. 1999  | [ 7 ]       | Croisement de Zeedijk et Jean Van Hinsberghstraat     | [ c ]  | 51° 11′ 18,5″ N, 2° 48′ 55,9″ E |        |
| Gil (nl) (Jommeke), et son perroquet Flip (nl)                 | Gil et Jo (Jommeke)                                        | Jef Nys           | NL         | Valeer Peirsman   | 31 juill. 1997  | [ 1 ] [ 2 ] | Epernayplein, côté Parijsstraat                       | [ d ]  | 51° 11′ 15,4″ N, 2° 48′ 49,7″ E |        |
| Néron (nl) (Nero)                                              | Les Aventures de Néron et Cie (De Avonturen van Nero & Co) | Marc Sleen        | NL         | Jan Maillard      | 1998            |             | Epernayplein, côté Antoine Van Cailliestraat          | [ e ]  | 51° 11′ 14,7″ N, 2° 48′ 48,2″ E |        |
| Lucky Luke, son chien Rantanplan et son antagoniste Joe Dalton | Les Aventures de Lucky Luke                                | Morris            | FR         | Luc Madou         | 2000            |             | Croisement de Zeedijk et Jules Van den Heuvelstraat   | [ f ]  | 51° 11′ 12,3″ N, 2° 48′ 41,1″ E |        |
| La Schtroumpfette et le Schtroumpf costaud                     | Les Schtroumpfs                                            | Peyo              | FR         | Monique Mol       | 2003            |             | Croisement de Zeedijk et Alexandre Ponchonstraat      | [ g ]  | 51° 11′ 09,9″ N, 2° 48′ 35,6″ E |        |
| Spirou (Robbedoes) et Spip                                     | Spirou et Fantasio                                         | Franquin          | FR         | Monique Mol       | 2004            |             | Croisement de Zeedijk et Prosper Poulletstraat        | [ h ]  | 51° 11′ 06,1″ N, 2° 48′ 26,6″ E |        |
| Lambique (Lambik)                                              | Bob et Bobette (Suske en Wiske)                            | Willy Vandersteen | NL         | Monique Mol       | 2005            |             | Croisement de Zeedijk et Albertstraat                 | [ i ]  | 51° 11′ 04″ N, 2° 48′ 21,5″ E   |        |
| Annemieke et Rozemieke (De Miekes (nl))                        | Gil et Jo (Jommeke)                                        | Jef Nys           | NL         | Monique Mol       | 2006            |             | Croisement de Zeedijk et St-Theresiastraat            | [ j ]  | 51° 11′ 01,9″ N, 2° 48′ 16,8″ E |        |
| Fanny Kiekeboe (nl)                                            | Fanny et Cie (De Kiekeboes ou Kiekeboe)                    | Merho             | NL         | Josyane Vanhoutte | 2007            |             | Croisement de Zeedijk et Johannastraat                | [ k ]  | 51° 10′ 59,8″ N, 2° 48′ 12″ E   |        |
| Cédric                                                         | Cédric                                                     | Laudec            | FR         | Josyane Vanhoutte | 2008            |             | Croisement de Zeedijk et Vlaanderenstraat             | [ l ]  | 51° 10′ 57,7″ N, 2° 48′ 07,3″ E |        |
| Le marsupilami                                                 | Spirou et Fantasio et Marsupilami                          | Franquin          | FR         | Josyane Vanhoutte | 2009            |             | Croisement de Zeedijk et Paul Houyouxstraat           | [ m ]  | 51° 10′ 55,5″ N, 2° 48′ 02,2″ E |        |
| Johan, le Chevalier rouge (nl)                                 | Le Chevalier rouge (De Rode Ridder)                        | Willy Vandersteen | NL         | Josyane Vanhoutte | 2010            |             | Croisement de Zeedijk et Ravelingenstraat             | [ n ]  | 51° 10′ 53,5″ N, 2° 47′ 57,8″ E |        |
| Agent 212, Arthur Delfouille                                   | L'Agent 212                                                | Daniel Kox        | FR         | Monique Mol       | 2011            |             | Zeedijk 259                                           | [ o ]  | 51° 10′ 51,3″ N, 2° 47′ 52,7″ E |        |
| Natacha (Natasja)                                              | Natacha                                                    | François Walthéry | FR         | Monique Mol       | 20 juillet 2012 |             | Zeedijk 269                                           | [ p ]  | 51° 10′ 48,3″ N, 2° 47′ 46,1″ E |        |
| Jérôme (Jerom)                                                 | Bob et Bobette (Suske en Wiske) et Jérôme (Jerom)          | Willy Vandersteen | NL         | Monique Mol       | 2013            |             | Croisement de Zeedijk et Kwintestraat                 | [ q ]  | 51° 10′ 45,9″ N, 2° 47′ 40,8″ E |        |

## Autres hommages à la bande dessinée à Middelkerke

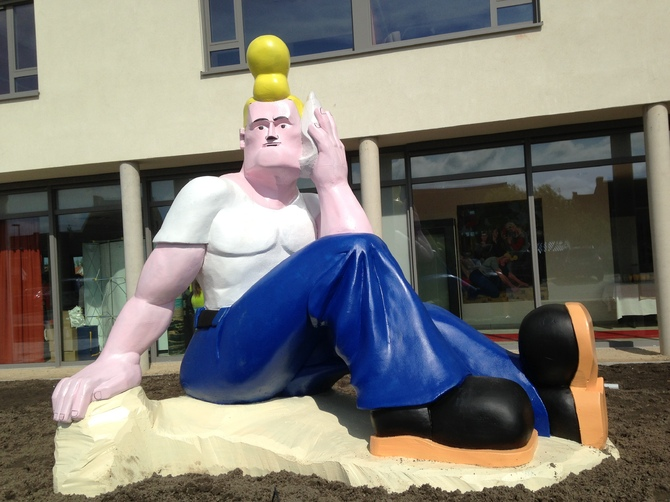
Statue de Cowboy Henk.

Middelkerke compte d'autres hommages à la bande dessinée :
- sur le front de mer, une statue de tante Sidonie, personnage de Bob et Bobette, assise sur un banc public pour permettre aux visiteurs de prendre des photographies en posant avec elle ;
- plusieurs peintures murales ;
- une statue de Cowboy Henk, personnage dessiné par Herr Seele, devant le centre de soins et d'hébergement De Ril (Woon- en zorgcentrum De Ril) 51° 11′ 21,6″ N, 2° 49′ 43,3″ E.